# 新福島站
新福島站（日语：／ Shin-fukushima eki */?）是一個位於日本大阪府大阪市福島區福島五丁目，屬於西日本旅客鐵道（JR西日本）JR東西線的鐵路車站。車站編號是JR-H45。

## 車站構造
島式月台1面2線地下車站。本站實際上為一轉乘車站，車站設有通道通往福島站、新加美站及加美站，可與大阪環狀線、大阪東線、關西本線（大和路線）及阪神電氣鐵道轉乘。

### 月台配置
| 月台 | 路線     | 方向 | 目的地                   |
| ---- | -------- | ---- | ------------------------ |
| 1    | JR東西線 | 下行 | 尼崎、寶塚、三之宮方向   |
| 2    | JR東西線 | 上行 | 北新地、京橋、四條畷方向 |

## 歷史
- 1997年3月8日：車站開業。

## 使用情況
2018年（平成30年）度1日平均上車人次為10,218人。
開業後的1日平均上車人次如下表。
| 年度               | 1日平均 上車人次 | 來源     |
| ------------------ | ---------------- | -------- |
| 1997年（平成09年） | 5,581            | [ * 1 ]  |
| 1998年（平成10年） | 6,283            | [ * 2 ]  |
| 1999年（平成11年） | 6,610            | [ * 3 ]  |
| 2000年（平成12年） | 6,909            | [ * 4 ]  |
| 2001年（平成13年） | 7,062            | [ * 5 ]  |
| 2002年（平成14年） | 7,201            | [ * 6 ]  |
| 2003年（平成15年） | 7,502            | [ * 7 ]  |
| 2004年（平成16年） | 7,855            | [ * 8 ]  |
| 2005年（平成17年） | 7,871            | [ * 9 ]  |
| 2006年（平成18年） | 8,094            | [ * 10 ] |
| 2007年（平成19年） | 8,462            | [ * 11 ] |
| 2008年（平成20年） | 8,746            | [ * 12 ] |
| 2009年（平成21年） | 8,541            | [ * 13 ] |
| 2010年（平成22年） | 8,755            | [ * 14 ] |
| 2011年（平成23年） | 8,932            | [ * 15 ] |
| 2012年（平成24年） | 8,952            | [ * 16 ] |
| 2013年（平成25年） | 8,966            | [ * 17 ] |
| 2014年（平成26年） | 9,014            | [ * 18 ] |
| 2015年（平成27年） | 9,368            | [ * 19 ] |
| 2016年（平成28年） | 9,787            | [ * 20 ] |
| 2017年（平成29年） | 9,899            | [ * 21 ] |
| 2018年（平成30年） | 10,218           | [ * 22 ] |

## 相鄰車站
西日本旅客鐵道
 JR東西線
■快速、■直通快速、■區間快速、■普通（JR東西線內各站停車）
北新地（JR-H44）－新福島（JR-H45）－海老江（JR-H46）

### 使用情況
1. ↑  大阪府統計年鑑 （页面存档备份，存于） - 大阪府
2. ↑  大阪市統計書 （页面存档备份，存于） - 大阪市

大阪府統計年鑑
1. ↑  大阪府統計年鑑（平成10年）PDF
2. ↑  大阪府統計年鑑（平成11年）PDF
3. ↑  大阪府統計年鑑（平成12年）PDF
4. ↑  大阪府統計年鑑（平成13年）PDF
5. ↑  大阪府統計年鑑（平成14年）PDF
6. ↑  大阪府統計年鑑（平成15年）PDF
7. ↑  大阪府統計年鑑（平成16年）PDF
8. ↑  大阪府統計年鑑（平成17年）PDF
9. ↑  大阪府統計年鑑（平成18年）PDF
10. ↑  大阪府統計年鑑（平成19年）PDF
11. ↑  大阪府統計年鑑（平成20年）PDF
12. ↑  大阪府統計年鑑（平成21年）PDF
13. ↑  大阪府統計年鑑（平成22年）PDF
14. ↑  大阪府統計年鑑（平成23年）PDF
15. ↑  大阪府統計年鑑（平成24年）PDF
16. ↑  大阪府統計年鑑（平成25年）PDF
17. ↑  大阪府統計年鑑（平成26年）PDF
18. ↑  大阪府統計年鑑（平成27年）PDF
19. ↑  大阪府統計年鑑（平成28年）PDF
20. ↑  大阪府統計年鑑（平成29年）PDF
21. ↑  大阪府統計年鑑（平成30年）PDF
22. ↑  大阪府統計年鑑（令和元年）PDF

## 外部連結
- 新福島｜車站資訊：JR出門網 - 西日本旅客鐵道